# Lallemandana mumfordi
Lallemandana mumfordi är en insektsart som först beskrevs av William Edward China 1933.  Lallemandana mumfordi ingår i släktet Lallemandana och familjen spottstritar. Inga underarter finns listade i Catalogue of Life.